# Astrid van Koert
Astrid Petronella (Astrid) van Koert ('s-Hertogenbosch, 7 juli 1970), is een voormalige Nederlandse roeister. Ze vertegenwoordigde Nederland op verschillende grote internationale wedstrijden. Eenmaal nam ze deel aan de Olympische Spelen, maar won bij die gelegenheid geen medaille.
In 1996 maakte Van Koert op 26-jarige leeftijd haar olympische debuut als roeier bij de Olympische Spelen van Atlanta. Hier nam ze deel aan de acht met stuurvrouw. De roeiwedstrijden werden gehouden op Lake Lanier, 88 kilometer noordoostelijk van Atlanta.  Via de eliminaties (6.32,71) en de herkansing (6.08,85) plaatste de vrouwenacht zich voor de finale. Met een tijd van 6.31,11 eindigde de Nederlandse ploeg op een zesde plaats. De finale werd gewonnen door de Roemeense ploeg, die in 6.19,73 over de finish kwam.
Ze was aangesloten bij studentenroeivereniging Vidar in Tilburg.

## Palmares

### roeien (skiff)
- 1995: 17e WK in Tampere - 8.06,81

### roeien (acht met stuurvrouw)
- 1996: 6e OS in Atlanta - 6.31,11

Femke Boelen · 
Marleen van der Velden · 
Astrid van Koert · 
Marieke Westerhof · 
Rita de Jong · 
Tessa Knaven · 
Tessa Appeldoorn · 
Muriel van Schilfgaarde · 
Jissy de Wolf (stuurvrouw)